# Session
 For alternative betydninger, se Session (flertydig). (Se også artikler, som begynder med Session)
Session er et møde, hvor værnepligtiges egnethed til militærtjeneste vurderes. I Danmark blev sessionen 1. januar 2006 erstattet af Forsvarets Dag, hvor kvinder som noget nyt bliver inviteret til at møde op, men dog uden mødepligt som for mændene.
Den danske session består bl.a. af en helbredstest og en intelligensprøve. Intelligensprøven, Børge Priens Prøve, har været anvendt uforandret siden 1957. Helbredstesten rummer bl.a. kontrol af hørelse og syn.

## Ekstern henvisning
- 50 år med intelligensprøven BPP

| Militær | Spire Denne artikel om militær er en spire som bør udbygges. Du er velkommen til at hjælpe Wikipedia ved at udvide den. |